# Andrographis longipedunculata
Andrographis longipedunculata là một loài thực vật có hoa trong họ Ô rô. Loài này được (Sreem) L.H.Cramer mô tả khoa học đầu tiên năm 1996.